# Aglianico del Taburno
Aglianico del Taburno è la denominazione di alcuni vini a DOCG prodotti in provincia di Benevento.

## Zona di produzione
La zona di produzione comprende il territorio collinare tra i 200 e i 650 m s.l.m. dei comuni di Apollosa, Bonea, Campoli del Monte Taburno, Castelpoto, Foglianise, Montesarchio, Paupisi, Torrecuso, Ponte, Benevento, Cautano, Vitulano e Tocco Caudio, in provincia di Benevento.
I suoli dell'area sono i tipici regosuoli. Il substrato predominate è costituito da rocce tenere arenarie, argilli, calcareniti.”
Sono generalmente suoli con struttura grumosa, ma quando l'argilla prevale, la struttura diventa granulare (poliedrica). Essi sono normalmente poco profondi con il primo sottosuolo poco drenate. Il ristagno d'acqua costituisce in effetti il principale difetto di questi terreni, per fortuna superabile con l'adozione di adeguate tecniche agronomiche.
L'abbondante presenza di argilla assicura una elevata capacità di scambio, mentre sono scarsamente rappresentati i composti azotati ed organici. Il carbonato di calcio è generalmente presente.
Per quanto concerne il clima bisogna distinguere i fondovalle, a clima mite e piogge abbondanti (1 000 mm annui) dalle zone collinari in cui la temperatura media si abbassa man mano che si sale e viceversa le piogge aumentano (1 400 mm annui). La siccità estiva, da metà giugno a metà agosto, è più accentuata nei fondovalle, mentre del tutto trascurabile in quota.

## Storia
La provincia di Benevento vanta una storia vitivinicola millenaria. Come riferisce Attilio Scienza (docente dell'Università di Milano), citazioni del vino sannita si trovano negli scritti di Platone Comico (V sec a.C.) e di Plinio: nella Naturalis Historia sono infatti citati i vini “Kapnios” e “Trebula Balliensis” prodotti nella zona.
A partire dal 79 d.C., con l'importazione a Roma del primo vino gallico, il mercato cambiò orientamento e la viticoltura campana andò in crisi da cui si riprese solo con l'arrivo dei Longobardi intorno al 500 d.C.
Il vero nuovo decollo però si ebbe solo intorno all'anno 1000 grazie ai vigneti dei monaci. Landulfo, vescovo di Benevento, arrivò a decretare l'obbligo di piantare una vigna presso ogni convento.
Documenti risalenti al 1100 attestano una fiorente viticoltura nella zona di Solopaca.
Nel 1811 la Statistica murattiana riporta che la provincia di Benevento produceva diverse tipologie di vino, tali da soddisfare le più svariate richieste di mercato. Erano commercializzati i vini di Cerreto Sannita, Solopaca, Frasso Telesino, Melizzano, considerati i migliori, per i mercati regionali ed extra-regionali; quelli di Sant'Agata dei Goti per il mercato provinciale mentre a Guardia Sanframondi si produceva un vino dolce e liquoroso destinato a particolari mercati europei.
Nel 1872 Giuseppe Frojo, autore fra l'altro di “Il presente e l'avvenire dei vini d'Italia” descrive con accuratezza i vitigni campani, inserendo ai primi posti per qualità, quelli beneventani. A quell'epoca esistevano nella zona più di 15 000 ha di vigneti che raddoppiano negli anni compresi fra il 1904 e 1924.
Nel secondo dopoguerra, man mano che i contadini acquisivano anche la proprietà dei terreni fino ad allora solo coltivati, cresceva la superficie dei vigneti e la produzione del vino. In questo periodo nasce perciò un grosso enopolio (1 300 000  litri) a Solopaca e per soddisfare le esigenze dei piccoli produttori, le prime quattro “cantine sociali” che ancora oggi operano nel territorio.

## Disciplinare
Precedentemente all'attuale disciplinare questa DOCG era stata:
Approvata DOC con DPR 29.10.1986
Approvata DOCG con DM 30.09.2011 G.U. 236 - 10.10.2011 (S O. n.217)
Era inoltre previsto il vino Aglianico del Taburno senza altri attributi.

## Tipologie

### Aglianico del Taburno
|                                | Aglianico del Taburno rosso | Aglianico del Taburno rosso riserva | Aglianico del Taburno rosato |
| uvaggio                        | Aglianico min. 85%          | Aglianico min. 85%                  | Aglianico min. 85%           |
| titolo alcolometrico minimo    | 12,0% vol.                  | 13,0% vol.                          | 12,0% vol.                   |
| titolo alcolometrico svolto    | 11,0% vol.                  | 12,0% vol.                          | 12,0% vol.                   |
| acidità totale minima          | 5,0g/l                      | 5,0g/l                              | 5,0g/l                       |
| estratto secco minimo          | 24,0 g/l                    | 26,0 g/l                            | 19,0 g/l                     |
| resa massima di uva per ettaro | 70 q.                       | 70 q.                               | 70 q.                        |
| resa massima di uva in vino    | 70%                         | 70%                                 | 65%                          |